# دومينغو رامون
دومينغو رامون (بالإسبانية: Domingo Ramón)‏ هو منافس ألعاب قوى إسباني، ولد في 10 مارس 1958 في كريفايلنت في إسبانيا.

## وصلات خارجية
- دومينغو رامون على موقع الاتحاد الدولي لألعاب القوى (الإنجليزية)
- دومينغو رامون على موقع أوليمبيديا (الإنجليزية)